# Литвинов, Борис Алексеевич
Бори́с Алексе́евич Литви́нов (укр. Борис Олексійович Литвинов; род. 13 января 1954, Дзержинск, Сталинская область) — деятель коммунистического движения Украины, бывший второй секретарь донецкого отделения Коммунистической партии Украины. Был председателем Верховного Совета подконтрольной России Донецкой Народной Республики с 23 июля по 14 ноября 2014 года.

## Биография
Родился 13 января 1954 года в городе Дзержинске Сталинской области. Детство и юность провёл в Горловке.
Член КПСС с 1979 года.
В 1980 году окончил Донецкий музыкально-педагогический институт по специальности «преподаватель, солист оркестра». В 1980—1986 годы работал секретарём комитета комсомола и преподавателем.
В 1987 году окончил Донецкий заочный горный техникум по специальности «Подземная разработка угольных месторождений».
1986—1991 — заместитель директора Донецкого индустриально-педагогического техникума.
В 1991 году окончил экономический факультет Донецкого филиала МГУ по специальности «Менеджмент».
1991—1995 — заместитель председателя Совета директоров техникумов Донецкой области. С 1995 года — директор представительства Братского алюминиевого завода на Украине. 2000—2012 — заместитель директора по экономике и внешним экономическим связям донецкой фирмы «Линком». Трижды избирался депутатом Донецкого горсовета.
С 2013 года выступал против Евромайдана . До 2014 года являлся руководителем Кировской районной ячейки КПУ в Донецке. Избирался первым секретарём Кировского райкома КПУ, вторым секретарём Донецкого горкома КПУ.
С февраля 2014 года — один из организаторов движения «за самоопределение Донбасса». Автор Акта и Декларации независимости ДНР. После провозглашения ДНР работал на должности Министра Совета министров — Управляющего делами Совета министров до 29 июля, когда написал заявление о сложении с себя данных полномочий в связи с избранием на должность Председателя Верховного Совета ДНР. С 23 июля по 14 ноября являлся председателем Верховного Совета Донецкой Народной Республики. В октябре 2014 организовал и возглавил Коммунистическую партию ДНР, которая стала единственной официально зарегистрированной партией ДНР. Однако в ноябре 2014 года возглавляемой им Компартии запретили участвовать в выборах в Народный совет ДНР. Поэтому трое коммунистов, в том числе Литвинов, вступили в общественную организацию «Донецкая республика» и уже от нее были избраны депутатами Народного совета.
6 мая 2016 года Постановлением Нарсовета его депутатские полномочия (как и других депутатов-коммунистов) были досрочно прекращены «в связи с утратой доверия». Как уточнил спикер Народного совета Денис Пушилин, депутаты-коммунисты голосовали вопреки воле руководства фракции «Донецкая республика», которая является проправительственной.
С августа 2022 года — член КПРФ. В декабре, на учредительной конференции Донецкого регионального (республиканского) отделения КПРФ избран Первым секретарем Комитета Донецкого регионального (республиканского) отделения КПРФ.
В сентябре 2023 года вновь был избран Депутатом Народного Совета ДНР, руководителем Фракции КПРФ в Народном Совете Донецкой Народной Республики.

## Взгляды
Характеризует себя, как коммуниста НЭПовского периода Ленина и поклонника китайского опыта. Первоочередной задачей считает построение в ДНР народно-демократического государства с увеличением роли советов трудовых коллективов и уважением прав частной собственности. Выступал за поддержку экономических отношений с Украиной.

## Личная жизнь
Двое детей, 6 внуков.